# نیل تیلور
نیل تیلور (انگلیسی: Neil Taylor؛ زادهٔ ۷ فوریهٔ ۱۹۸۹) یک بازیکن فوتبال اهل ولز است.

## باشگاهی
از باشگاه‌هایی که در آن بازی کرده‌است می‌توان به باشگاه فوتبال رکسهام، باشگاه فوتبال سوانزی سیتی اشاره کرد.

## تیم ملی
وی همچنین در تیم ملی فوتبال ولز بازی کرده‌است.